# Classe Commandant Rivière

Disegno schematico della nave.

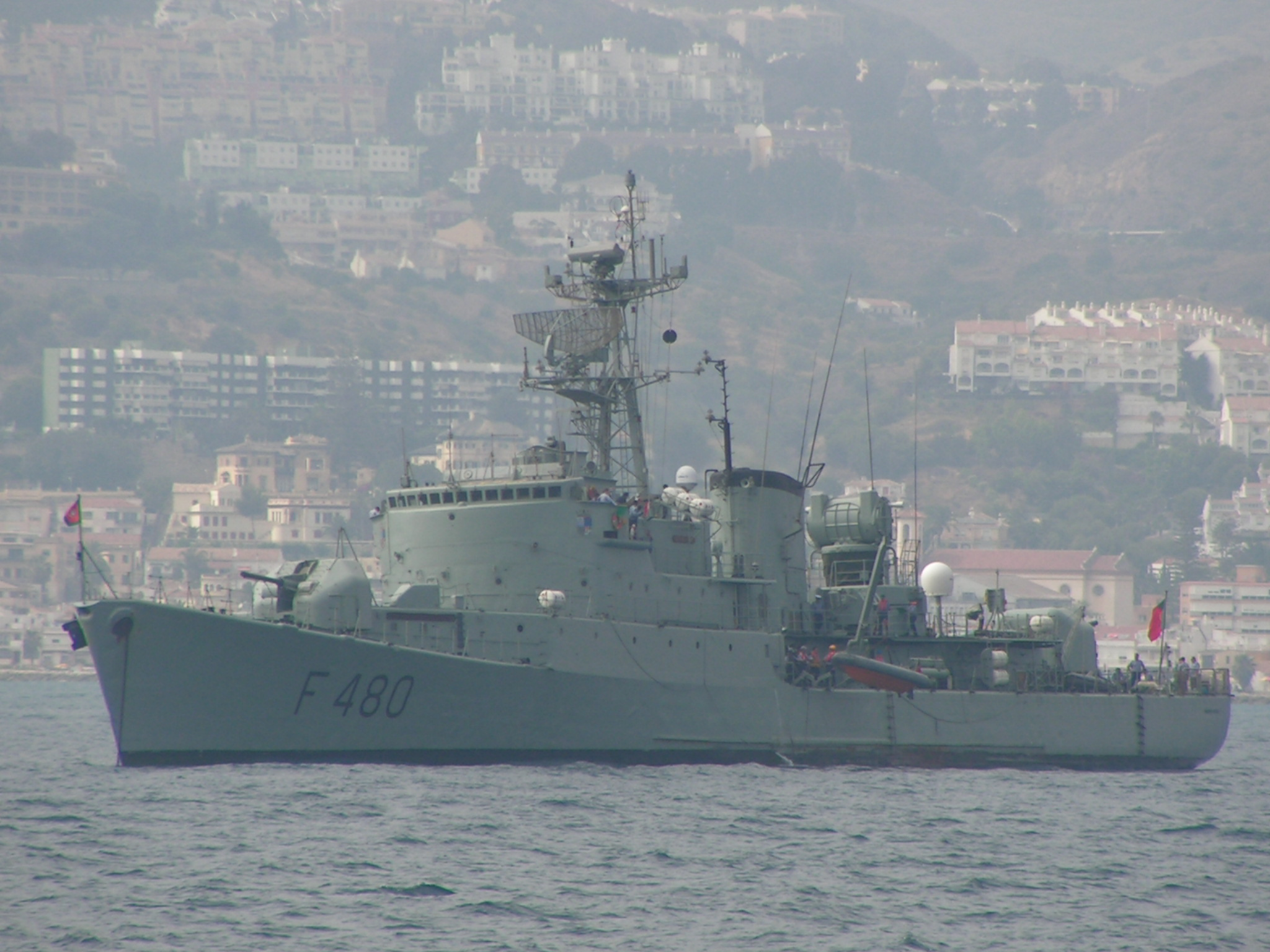
La NRP Comandante João Belo (F480) nel 2005.

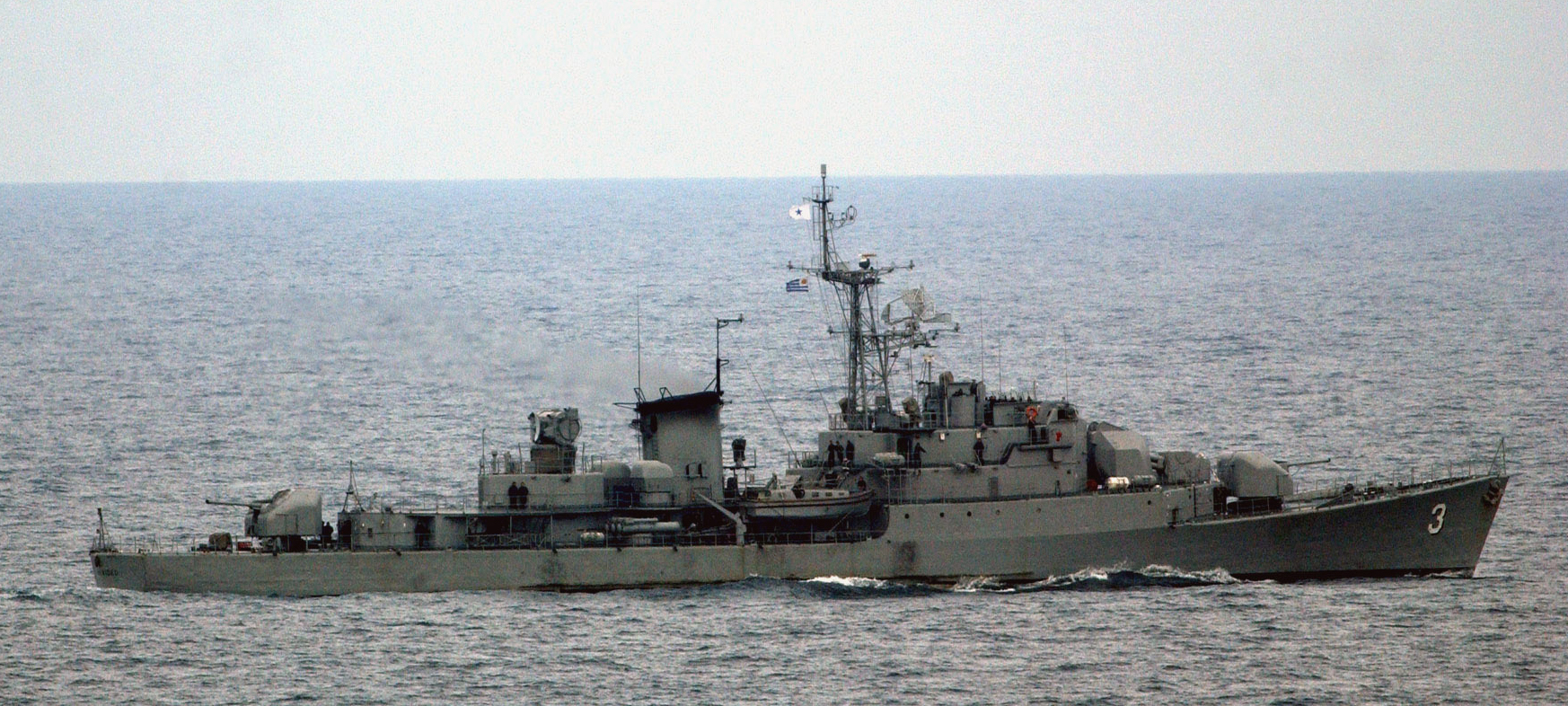
La ROU Montevideo (3) nel 2004.

La classe Commandant Rivière (dal nome della prima unità impostata), è stata una classe di navi prodotta dall'industria navale francese per la Marine nationale dopo la fine della seconda guerra mondiale. Le navi della classe Commandant Rivière, secondo la nomenclatura navale francese dell'epoca, erano classificate avisos escorteurs, erano contraddistinte dal pennant number F ed erano equiparabili a degli avvisi o a delle fregate leggere o corvette
Questa classe fu una delle prime realizzazioni navali francesi del dopoguerra ad essere esportata all'estero: il Portogallo acquistò quattro esemplari, che furono costruiti a Nantes e che costituirono la classe João Belo, l'Uruguay acquistò cinque esemplari usati, tre dalla Francia e due dal Portogallo, uno di essi è ancora in servizio attivo al 2015.

## Caratteristiche
Questa serie di 9 navi erano destinate al pattugliamento in alto mare in tempo di pace e alla lotta antisommergibile in tempo di guerra.
Le navi possedevano degli alloggiamenti per un distaccamento di un commando 80 uomini, con due battelli da sbarco da 25 uomini ognuno.
Quattro navi simili sono state costruite negli Ateliers et Chantiers de Bretagne (ACB) a Nantes per la Marinha de Guerra Portuguesa con il nome di classe João Belo.
Tutte le navi francesi sono state decommissionate negli anni 90; tre unità sono state rivendute all'Armada Nacional dell'Uruguay.
La Commandant Rivière (F733) è stata trasformata nel 1984 per diventare un bâtiment d'expérimentation (nave per esperimenti) con numero di scafo A733. Tutto l'armamento originale verrà sbarcato, salvo 1 solo tubo lanciasiluri da 550 mm e riceverà 1 cannone antiaereo da 40 mm e 2 mitragliatrici da 12,7 mm.

### L'armamento
- 2 o 3 cannoni antiaerei da 100 mm modèle 1953 (1 avanti e 2 dietro o 1 avanti e 1 dietro)
- 2 cannoni antiaerei da 40 mm Bofors 40L60 (1 per lato)
- 1 mortaio da 305 mm ASW (avanti)
- 6 tubi lanciasiluri da 550 mm per siluri ASW L3 su 2 piattaforme triple (1 per lato)
- 4 missili Exocet MM38 (dietro)

## Unità
| N°                                    | Nome                               | Varo             | Ingresso in servizio | Disarmo             | Note                                                | Intitolazione                                   |
| Marine nationale                      | Marine nationale                   | Marine nationale | Marine nationale     | Marine nationale    | Marine nationale                                    | Marine nationale                                |
| ------------------------------------- | ---------------------------------- | ---------------- | -------------------- | ------------------- | --------------------------------------------------- | ----------------------------------------------- |
| F725                                  | Victor Schoelcher                  | 11 ottobre 1958  | 15 ottobre 1962      | 1988                | Venduto all'Uruguay nel 1988                        | Victor Schoelcher (1804-1893)                   |
| F726                                  | Commandant Bory                    | 11 ottobre 1958  | 5 marzo 1964         | 26 dicembre 1996    | affondato nel 2004                                  | Victor Bory (1843-1901)                         |
| F727                                  | Amiral Charner                     | 12 marzo 1960    | 14 dicembre 1962     | 17 settembre 1990   | Venduto all'Uruguay nel 1991                        | Ammiraglio Léonard Victor Charner               |
| F728                                  | Doudart de Lagrée                  | 15 maggio 1961   | 1º maggio 1963       | 28 ottobre 1991     | affondato nel 1999                                  | Ernest Doudart de Lagrée (1823–1868)            |
| F729                                  | Balny                              | 17 marzo 1962    | 1º febbraio 1970     | luglio 1994         | affondato nel 2003                                  | Adrien-Paul Balny d'Avricourt (1849–1873)       |
| F733                                  | Commandant Rivière                 | 11 ottobre 1958  | 4 dicembre 1962      | 15 luglio 1992      | trasformato in nave per esperimenti (A733) nel 1984 | Henri Laurent Rivière (1827–1883)               |
| F740                                  | Commandant Bourdais                | 3 aprile 1959    | 10 marzo 1963        | maggio 1990         | Venduto all'Uruguay nel 1990                        | Edmé Bourdais (1820–1861)                       |
| F748                                  | Protet                             | 8 dicembre 1962  | 1º maggio 1964       | 29 giugno 1992      | affondato nel 2001                                  | Auguste Léopold Protet (1808–1862)              |
| F748                                  | Enseigne de vaisseau Henry         | 14 dicembre 1963 | 1º gennaio 1965      | 20 agosto 1996      | demolito nel 2016                                   | Paul Henry (1876–1900)                          |
| Marinha Portuguesa - classe João Belo |                                    |                  |                      |                     |                                                     |                                                 |
| F480                                  | NRP Comandante João Belo           | 1966             | 1967                 | 2008                | Venduto all'Uruguay                                 | João Belo (1878–1928)                           |
| F481                                  | NRP Comandante Hermenegildo Capelo |                  | 1968                 | 2004                |                                                     | Hermenegildo Carlos de Brito Capelo (1841–1917) |
| F482                                  | NRP Comandante Roberto Ivens       |                  | 1968                 | 1998                |                                                     | Roberto Ivens (1850–1898)                       |
| F483                                  | NRP Comandante Sacadura Cabral     |                  | 1969                 | 2008                | Venduto all'Uruguay                                 | Sacadura Cabral                                 |
| Armada Nacional                       |                                    |                  |                      |                     |                                                     |                                                 |
|                                       | ROU General Artigas                |                  | 1989                 | 27 aprile 2005      | ex Victor Schoelcher (F725)                         | José Gervasio Artigas                           |
|                                       | ROU Uruguay                        |                  | 1990                 | 8 aprile 2008       | ex Commandant Bourdais (F740)                       |                                                 |
| ROU 3                                 | ROU Montevideo                     |                  | 1991                 | in disarmo          | ex Amiral Charner (F727)                            |                                                 |
| ROU 1                                 | ROU Uruguay                        |                  | 8 aprile 2008        | in servizio al 2015 | ex NRP Comandante João Belo (F480)                  |                                                 |
| ROU 2                                 | Comandante Pedro Campbell          |                  | 8 aprile 2008        | in disarmo          | ex NRP Comandante Sacadura Cabral (F483)            | Pedro Campbell                                  |